# Крепан
Крепан (фр. Crépand) насеље је и општина у источном делу централне Француске у региону Бургоња, у департману Златна обала која припада префектури Монбар.
По подацима из 2011. године у општини је живело 334 становника, а густина насељености је износила 57,69 становника/km². Општина се простире на површини од 5,79 km². Налази се на средњој надморској висини од 239 метара (максималној 381 m, а минималној 207 m).

## Демографија
| 1962. | 1968. | 1975. | 1982. | 1990. | 1999. | 2011. |
| ----- | ----- | ----- | ----- | ----- | ----- | ----- |
| 275   | 292   | 343   | 328   | 348   | 340   | 334   |

График промене броја становника у току последњих година